# Jakušovce
Jakušovce (in ungherese Jakabvölgye) è un comune della Slovacchia facente parte del distretto di Stropkov, nella regione di Prešov.